# Txarang
Txarang (en rus: Чаранг) és un poble de la república de Sakhà, a Rússia, que el 2014 tenia 644 habitants, pertany al districte de Borogontsi.